# Miss 맘마미아
《Miss 맘마미아》는 2015년 1월 28일부터 2015년 3월 12일까지 KBS 드라마에서 방영된 드라마이다.

## 등장 인물

### 주요 인물
- 강별 : 서영주 역
- 한고은 : 오주리 역
- 심형탁 : 나우진 (케빈 에드워드) 역
- 서도영 : 유명한 역

### 그 외 인물
- 장영남 : 이미련 역
- 김하은 : 강봉숙 역
- 장은풍 : 주기찬 역
- 안승훈 : 안 사장 역
- 박수영 : 심석봉 역
- 길해연 : 마 여사 역
- 김하유 : 서하루 역
- 배강유 : 이종민 역
- 신이 : 서하루의 생모 역
- 이창엽 : 동민 역

## 수상
- 2015년 케이블TV 방송대상 - 심형탁 (연기부문 인기상)